# Национальный музей спорта (Австралия)
Национальный музей спорта — музей, посвящённый спорту в Австралии и находится рядом с Мельбурн Крикет Граунд в Мельбурне, Австралия. Там находятся выставки и галереи предметов, связанных главным образом с австралийским футболом, крикетом, летними и зимними Олимпийскими играми, Зал славы спорта Австралии также является частью музея. Другие виды спорта также представлены: теннис, регбилиг, регби-15, гольф, футбол, баскетбол и нетбол. Музей был подвергнут критике за слишком большое внимание на правила австралийского футбола, самого популярного вида спорта в четырёх из шести штатов Австралии, за исключением таких видов спорта как регбилиг и регби-15, которые более популярны в двух других австралийских штатах.
Музей имеет выставку, связанную с историей Мельбурнского крикетного клуба. 6 октября 2010 года, Австралийский гоночный музей был включён в Национальный музей спорта, так как в настоящее время в результате роста популярности скачек притесняются другие австралийские виды спорта.

## Австралийская Галерея спорта и Олимпийский музей
До Национального музея спорта открылась австралийская Галерея спорта и Олимпийский музей, работавший в течение 17 лет вплоть до своего закрытия. Музей расположен в передней части бывшего MCC, который открылся в 1928 году, он был снесён в то же время, что и сам музей. Первоначально открыт 22 ноября 1986 года, работал до закрытия 4 октября 2003 года. Более 35000 посетителей пришло в музей в последнюю неделю эксплуатации, когда он был открыт для публики бесплатно в сочетании с доступом к бывшим павильонам MCC.